# Vodni mlin
Vodni mlin je mlin, ki za pogon mehanizma uporablja vodo.
Pri tem ločimo:
- Podlivni mlin (mlin na spodnjo vodo)
- Nadlivni mlin (mlin na zgornjo vodo)
- plavajoči mlin
- turbinski mlin

- prikaz pogona vodnega mlina na spodnjo vodo
- prikaz pogona vodnega mlina na zgornjo vodo
- plavajoči Babičev mlin na Muri
- vodni mlin v Pišecah

Najbolj enostaven sistem je podlivni mlin, pri katerem pogonsko kolo leži v vodi, ki teče po naravni strugi potoka ali po umetnem kanalu-mlinščici. Tip mlina je primeren za vode z zadostnim pretokom oziroma padcem, ki dovaja potrebno moč kolesu. Pomembna je tudi konstantna vodnatost, saj tako premajhna kot prevelika gladina vode ovirata delovanje mlina.
Nadlivni mlin izkorišča moč vode, ki pada na mlinsko kolo. Voda pride nad kolo po umetnem, največkrat lesenem, kanalu imenovanem raka. Ker pri tem tipu mlina pomaga težnost, je za delovanje potrebna manjša količina vode. Prav tako vodnatost ni tako problematična kot pri podlivnem mlinu. Takšni mlini so pogosti predvsem ob strmih gorskih potokih, kjer naklon okolice dopušča prenos vode nad kolo.
Plavajoči mlin delno ali v celoti plava na vodotoku, ki ga izkorišča za pogon. Ti mlini so primerni za večje vodotoke s spremenljivo vodnatostjo, ker plavajo na vodi in jih sprememba gladine vode ne prizadene. V Sloveniji so značilni predvsem za reko Muro.
Turbinski mlin namesto vodnega kolesa izkorišča turbino za pogon mehanizma.

## Delovanje
Ne glede na vrsto vodnega mlina je delovanje v osnovi enako. Zunanje vodno (mlinsko) kolo prevzema moč vode in preko mehanskega prenosa poganja notranji mehanizem. Ta je sestavljen iz dveh mlinskih kamnov, fiksnega in vrtljivega. Mehanizem za dovod žita postopno vsipa žito v prostor med kamnoma, kjer prihaja do trenja in posledično mletja.